# Королівський жіночий університет
Приватні університети у Бахрейні почали з'являтися з 2001 року після ухвалення відповідного закону. У 2005 році був заснований Королівський жіночий університет. Він став першим приватним міжнародним університетом у Бахрейні, сконцентрованим виключно на навчанні жінок. Жінки ісламського світу довгий час боролися та продовжують боротися за свої права в різних життєвих сфера. В багатьох регіонах Азії до цього часу не дозволяється навчатися жінкам, тому для жінок Бахрейну можливість навчатися- це вже велика перемога.